# Symphora Béhi
Symphora Béhi (* 22. März 1986 in Paris) ist eine französische Sprinterin, die sich auf den 400-Meter-Lauf spezialisiert hat.
Mit der französischen Mannschaft gewann sie bei der Junioreneuropameisterschaft 2005 Bronze in der 4-mal-100-Meter-Staffel und bei der U23-Europameisterschaft 2007 Silber in der 4-mal-400-Meter-Staffel.
Im Erwachsenenbereich erreichte sie 2009 bei den Leichtathletik-Halleneuropameisterschaften in Turin das Halbfinale. Bei der Leichtathletik-Team-Europameisterschaft wurde sie Sechste, und bei den Leichtathletik-Weltmeisterschaften in Berlin kam sie in der 4-mal-100-Meter-Staffel gemeinsam mit Virginie Michanol, Aurélie Kamga und Solen Désert-Mariller auf den siebten Platz.

## Persönliche Bestzeiten
- 100 m: 11,74 s, 27. Juni 2004, Paris
- 200 m: 23,65 s, 20. April 2007, Bamako
  - Halle: 23,74 s, 10. Januar 2009, Eaubonne
- 400 m: 52,38 s, 3. Juni 2009, Strasbourg
  - Halle: 53,57 s, 11. Januar 2009, Eaubonne